# Hartnevel
De Hartnevel is een emissienevel (een H-II-gebied) in het sterrenbeeld Cassiopeia. In het midden van de nevel bevindt zich een open sterrenhoop.
Naast de naam Hartnevel is de nevel ook bekend onder de namen Rennende hond nevel (Running dog nebula), IC 1805, en Sh2-190. Het helderste gebied van de nevel (de knoop aan de rechterzijde van de afbeelding hier rechts) is als NGC-object gecatagoliseerd: NGC 896. De sterrenhoop in het midden van de nevel is bekend onder de namen Melotte 15, Collinder 26, Raab 11 en IC 1805. Deze laatste naam wordt soms ook gebruikt om naast de sterrenhoop ook de nevel aan te duiden.

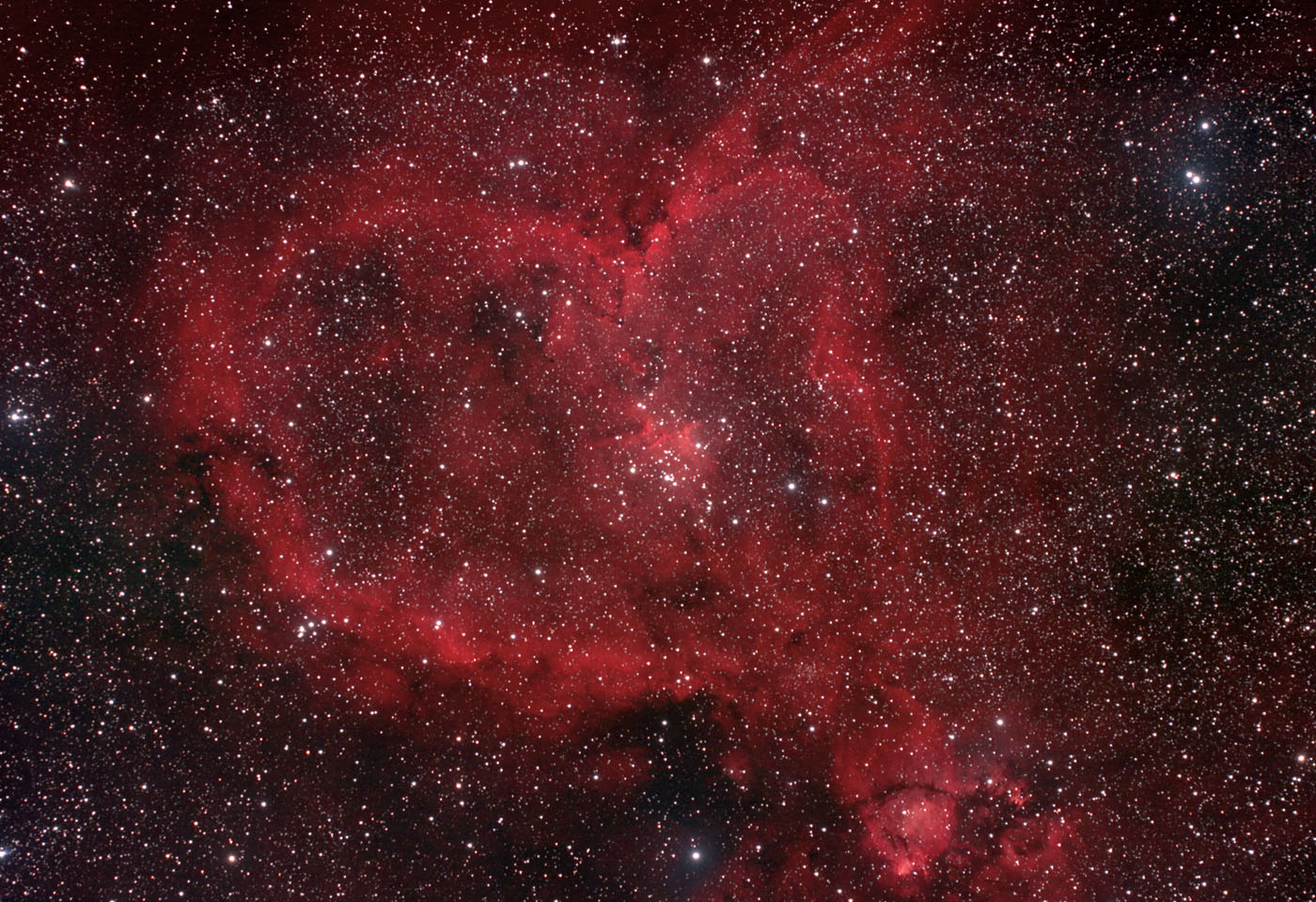
Hartnevel

De Hartnevel ligt op een afstand van ongeveer 7500 lichtjaar van de Aarde in de Perseusarm van de Melkweg. De nevel van gaswolken en donkere stof-gebieden bestaat uit plasma van geïoniseerd waterstof en vrije elektronen. De rode kleur van de nevel is afkomstig van de H-alpha emissielijnen van het door de hete sterren van de sterrenhoop geïoniseerde waterstof. Deze sterrenhoop bestaat uit een aantal sterren met een massa van ongeveer 50 maal de massa van de Zon en een groter aantal zwakke sterren met slechts een fractie van de massa van onze Zon. De sterrenhoop bevatte vroeger de microquasar LS I +61 303 (een zware röntgendubbelster) die 1,7 miljoen jaar geleden door een supernovaexplosie uitgeworpen is en zich nu op een afstand van 130 lichtjaar van de sterrenhoop bevindt.
Het geïoniseerde gas zendt radiostraling uit die in 1958 ontdekt is door Gart Westerhout met de Dwingeloo Radiotelescoop als de radiobron Westerhout 4 (W 4).
Naast de Hartnevel ligt een kleinere nevel met de naam Zielnevel. Gezamenlijk vormen ze de "Hart en ziel nevel".